# Naalakkersuisut
Le Naalakkersuisut est le gouvernement  du Groenland, pays constitutif du Danemark. Son siège est situé dans le complexe abritant le Nuuk Center, à Nuuk.
Les membres du gouvernement sont nommés par le Premier ministre du Groenland, mais sont formellement approuvés par les 31 membres de l'Inatsisartut (parlement). Les membres du Naalakkersuisut ne doivent pas être des élus.

## Attributions
Le Naalakkersuisut a la main sur un certain nombre de domaines d'intérêt local, comme les impôts et l'extraction des ressources minérales. La monnaie et la politique étrangère, ainsi que la politique de sécurité, la police et la justice, restent de la compétence du gouvernement du Danemark.